# Stazione di Gfeld
La stazione di Gfeld (in tedesco Bahnhof Gfeld) è una fermata ferroviaria nel comune svizzero di Trogen sulla linea San Gallo-Trogen, facente parte della ferrovia Appenzello-San Gallo-Trogen.

## Storia

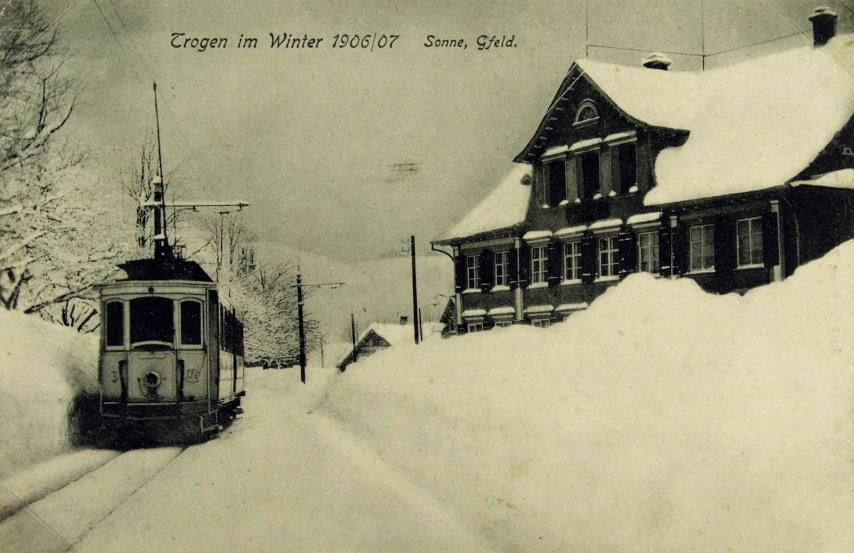
Il treno nell'inverno tra 1906 e 1907 nei pressi della fermata.

La fermata fu attivata il 10 luglio 1903, in occasione dell'apertura della ferrovia San Gallo-Trogen.

## Strutture e impianti
La fermata dispone di un binario dotato di marciapiede per il servizio passeggeri. È dotata di una piccola pensilina.

## Movimento
La fermata è servita da treni a cadenza semioraria sulla relazione Appenzello - Trogen (linea S21 della rete celere di San Gallo),  da alcuni treni alle ore di punta per San Gallo o Trogen (linea S22 della rete celere di San Gallo) e da 2 ulteriori coppie di treni giornaliere sulla relazione Appenzello - Trogen (linea S20 della rete celere di San Gallo). Per tutte le linee, è una fermata a richiesta.

## Servizi
Nella fermata sono presenti:
- Sala d'attesa
- Biglietteria automatica

Inoltre, è presente un piccolo parcheggio di interscambio.

## Interscambi
- Fermata autobus (linea notturna B21)[3]